# 新温泉町立加藤文太郎記念図書館
新温泉町立加藤文太郎記念図書館（しんおんせんちょうりつかとうぶんたろうきねんとしょかん）は、兵庫県美方郡新温泉町浜坂にある図書館。
新田次郎『孤高の人』の主人公として知られる加藤文太郎は旧浜坂町出身の登山家である。1994年（平成6年）10月、加藤文太郎を記念して開館した。1階が図書館であり、2階が加藤文太郎山岳資料室と山岳図書閲覧室（約3600冊所蔵）である。建物は北アルプスの嶺をモチーフとしており、館内は中央に吹き抜けとトップライトを設けた柱のない広々とした空間になっている。設計は藤田皓一が主宰するGA設計。鉄筋コンクリート造、地下1階・地上2階建であり、延床面積は1,152m2である。

## 歴史
- 1994年（平成6年）5月 - 竣工。
- 1994年（平成6年）10月 - 開館。

## 施設
- 1階 - 一般図書室、児童室、AVコーナー、おはなし室、対面朗読室等
- 2階 - 加藤文太郎資料室、山岳図書閲覧室、視聴覚室等

## 加藤文太郎資料室

### 展示
- 加藤文太郎愛用品
  - 登山靴（牛革製28.5cm）
  - スキー3式 - 美津濃製ヒッコリー、ノルウェー式フィットフェルト式締具
  - ストック - トンキン竹製（長さ120cm、リング直径16cm）、マダケ製（長さ130cm、リング直径15cm）
  - アザラシの毛皮のシール
  - 地図
  - 時刻表
  - 加藤文太郎撮影の山岳写真
  - 加藤文太郎の蘇武岳山頂での記念写真
  - アイゼン、ワカン
  - ピッケル （日本製、金属部長さ16.5cm　樫のシャフトの長さ85cm）
  - 記念の絵ハガキ
  - 手帳（メモあり）
  - 表札（木製）
  - ロック・クライミング・クラブ（RCC）の会員証（銅版）
  - 記念スタンプを押印した扇子
  - 飯盒（アルミ製）
  - カメラ（ドイツ製）
- 槍ヶ岳北鎌尾根での遭難報道のスクラップ
- 加藤文太郎の槍ヶ岳を背景とするレリーフ
- 『孤高の人』初版本

## 利用案内
- 開館時間 - 10時～18時（月～金）、10時～17時（土・日）
- 休館日 - 木曜日・第3火曜日（図書整理日）・第4月曜日（祝日の場合は開館となり、翌日が休館日となる）、年末年始、特別図書整理期間
- 貸出 - 10冊まで、2週間以内。電話にて貸出期間を延長可

移動図書館車『ささゆり号』
- 約2700冊を搭載。
- 全60ステーションを町内8コースに分け、それぞれ月1回の頻度で巡回貸出を実施している。
- 1ステーションにつき概ね15分程度利用できる。
- 1人10冊まで、次回の運行（約1ヶ月後）まで借りることができる。借りた資料は図書館でも返却できる。
- 冬季（1～3月）は積雪対策のため、ダイヤやステーションの変更がある。

## イベント情報
一般的なイベント
- おはなし会
- 大人が楽しむおはなし会
- 鳥取大学サイエンス・アカデミー ライブ中継
- 図書館プログラミング実習室『ぶんちゃんラボ』

加藤文太郎顕彰イベント
- 浜坂三山縦走大会 ～加藤文太郎の足跡をたずねて～
- 図書館・加藤文太郎山の会合同山登り体験企画「加藤文太郎ジオトレイル」
- リピート山中 LIVE IN 浜坂
- 二人芝居「山の声」～ある登山者の追想～（図書館開館25周年記念）
加藤文太郎の最後の一日を描いた芝居。演者は劇団温泉ドラゴン。

## 交通アクセス
- JR山陰本線浜坂駅から徒歩15分

## 周辺情報
- 浜坂温泉の外湯「ユートピア浜坂」
- 浜坂先人記念館 以命亭
- 浜坂県民サンビーチ